# リッキー・モートン
リッキー・モートン（Ricky Morton、本名：Richard Stratten、1956年9月21日 - ）は、アメリカ合衆国のプロレスラー。テネシー州ナッシュビル出身。
ロバート・ギブソンとのタッグチーム、ロックンロール・エクスプレス（The Rock 'n' Roll Express）での活躍で知られる。設定上の生年は1960年とされていた。

## 来歴
地元テネシー州メンフィスのCWAにて1979年にデビュー。師匠のケン・ルーカスや黒人レスラーのソニー・キングのパートナーとなり、マイケル・ヘイズ&テリー・ゴディのファビュラス・フリーバーズやラリー・レイザム&ウェイン・ファリスのブロンド・ボンバーズと対戦、同年9月にはキングと組んでボンバーズからAWA南部タッグ王座を奪取した。1982年はルーカスとの師弟コンビでテキサス州サンアントニオのサウスウエスト・チャンピオンシップ・レスリングに参戦して、ジノ・ヘルナンデス&タリー・ブランチャードのダイナミック・デュオとサウスウエスト・タッグ王座を争った。

以降もCWAを主戦場にベビーフェイスの新鋭として活動後、1983年にロバート・ギブソンとロックンロール・エクスプレスを結成。アイドル系タッグチームとして売り出される。その後、ビル・ワットのMSWAにおけるミッドナイト・エクスプレス（ボビー・イートン&デニス・コンドリー）との抗争劇を経て、1985年よりNWAのジム・クロケット・プロモーションズに移籍。デビュー戦でイワン・コロフ&クラッシャー・クルスチェフからNWA世界タッグ王座を奪取し、以降も同地区のタッグマッチ戦線において活躍。その甘いマスクとスピーディーな試合スタイルで、少女ファンからの絶大な支持を集めた。

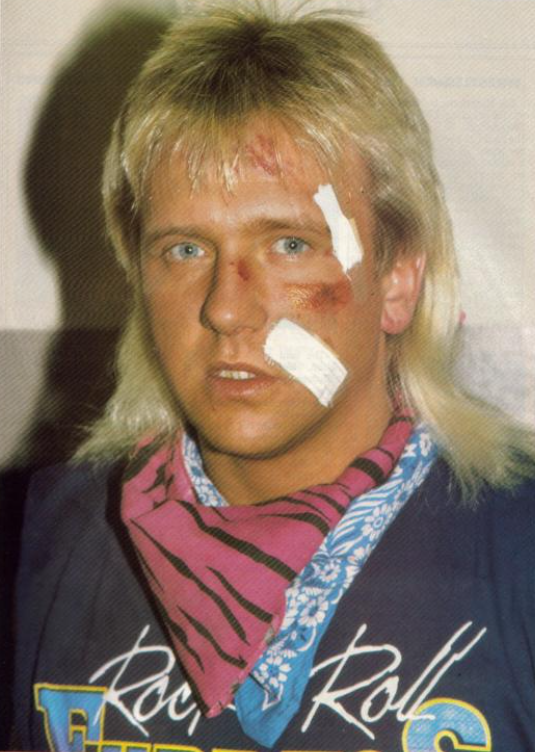
1986年

ギブソンとのタッグで活動する一方、モートンはシングル・プレイヤーとしての才能も発揮し、リック・フレアーも彼の実力を高く評価した。1986年はフレアーとの抗争アングルが組まれ、当時フレアーが保持していたNWA世界ヘビー級王座に4月から7月にかけて連続挑戦している。1988年5月にはギブソンと共に全日本プロレスへの初来日を果たし、同年10月にも再来日した。
その後はフリーランスのタッグチームとしての活動を経て、ジム・クロケット・プロモーションズを買収したWCWに1990年より参戦したが、ギブソンの欠場中にフレアー・タイプの伊達男系ヒールに転向。復帰したギブソンを敵に回しての、元パートナー同士の遺恨試合も行われた。このヒールターン時には、リチャード・モートンの名義で女性マネージャーのアレキサンドラ・ヨーク率いるヨーク・ファウンデーションに加入。1991年10月8日には同じ色悪系のトーマス・リッチ&テレンス・テイラーとのトリオで、ダスティン・ローデス、トム・ジンク、ビッグ・ジョッシュからWCW世界6人タッグ王座を奪取している。
WCW離脱後はギブソンとロックンロール・エクスプレスを再結成し、1990年代半ばまでジム・コルネットの主宰するスモーキー・マウンテン・レスリングやCWAの後継団体USWAにて活動。1992年7月13日にエディ・ギルバートを破り、USWA統一世界ヘビー級王者となるなどシングルでも活躍した。1996年5月にはギブソンと共にFMWに来日し、彼らに影響を受けたリッキー・フジと組んでの6人タッグマッチにも出場。1997年の単独での再来日時には、フジとニュー・ロックンロール・エクスプレスを結成している。以後、1998年のWWF参戦を経てギブソンとのコンビを一旦解消。ベテランのシングル・プレイヤーとなってインディー団体を転戦後、2000年代に入ってTNAなどでロックンロール・エクスプレスを復活させている。

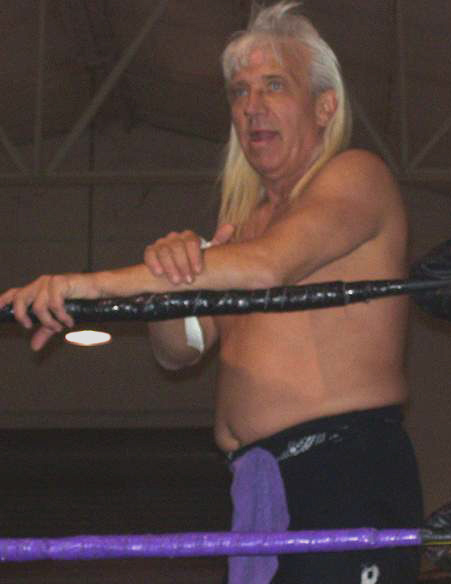
2007年

単独での活動も行い、2007年4月に古巣メンフィスのインディー団体、メンフィス・レスリングにてキッド・キャッシュと組み、同団体認定の南部タッグ王座を獲得した。以降もギブソンと共にロックンロール・エクスプレスのリユニオン・ツアーを続け、2010年4月には主戦場としていたクロケット・プロのブランドネームと同名義のNWA加盟団体、MACW（ミッドアトランティック・チャンピオンシップ・レスリング）において、バフ・バグウェル&リッキー・ネルソンからMACWタッグ王座を奪取している。
2014年1月4日、テネシーのNWA加盟団体であるNWAスモーキーマウンテンにて、弟子でもあるチェーズ・オーエンズからNWA世界ジュニアヘビー級王座を奪取。3月7日にオーエンズに奪還され短命王者で終わったものの、57歳での最高齢戴冠者となった。
2017年2月、ギブソンとのロックンロール・エクスプレスとしてWWE殿堂に迎えられることが発表された。3月31日にフロリダ州オーランドのアムウェイ・センターで行われた殿堂入り式典では、コルネットがインダクターを務めた。

## 獲得タイトル
ナショナル・レスリング・アライアンス
- NWA世界ジュニアヘビー級王座：1回[16]

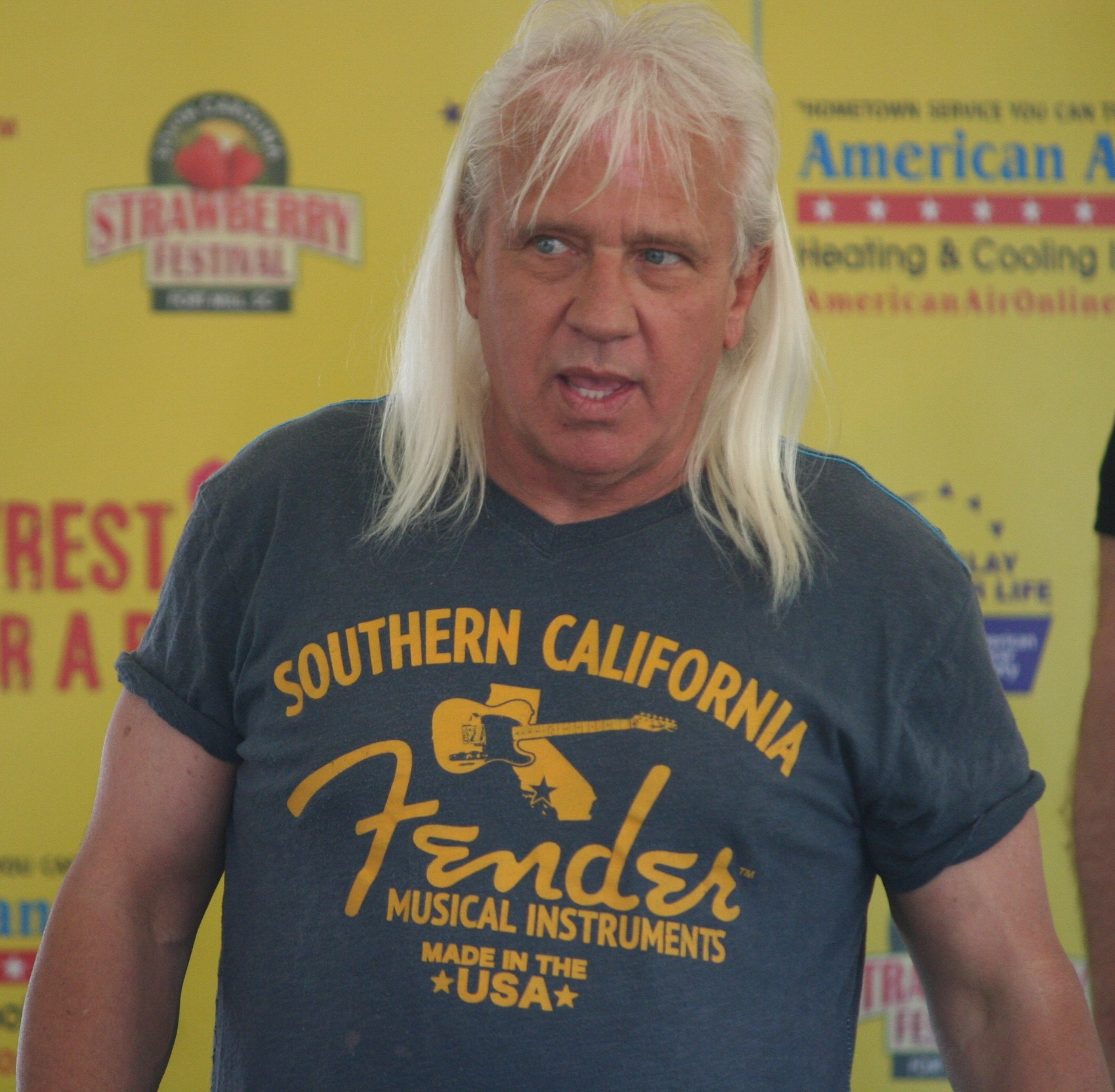
2014年1月4日、57歳でNWA世界ジュニアヘビー級王座を獲得。

- NWA世界タッグ王座（復活版）：4回（w / ロバート・ギブソン）[19]
- NWA殿堂：2006年度[20]

NWAミッドアメリカ / コンチネンタル・レスリング・アソシエーション
- NWAミッドアメリカ・タッグ王座：1回（w / ケン・ルーカス）[21]
- AWA南部タッグ王座：6回（w / ソニー・キング、ケン・ルーカス×3、エディ・ギルバート、ロバート・ギブソン×2）[4]
- CWAタッグ王座：2回（w / ロバート・ギブソン、トッド・モートン）[22]
- CWA世界タッグ王座：1回（w / ロバート・ギブソン）[1]

ユナイテッド・ステーツ・レスリング・アソシエーション
- USWA世界タッグ王座：2回（w / ロバート・ギブソン）[23]
- USWA統一世界ヘビー級王座：1回[13]

NWAトライステート / ミッドサウス・レスリング・アソシエーション
- NWAトライステート・タッグ王座：2回（w / エディ・ギルバート）[24]
- ミッドサウス・タッグ王座：3回（w / ロバート・ギブソン）[25]

ミッドアトランティック・チャンピオンシップ・レスリング
- NWA世界タッグ王座（ミッドアトランティック版）：4回（w / ロバート・ギブソン）[26]

ワールド・チャンピオンシップ・レスリング
- WCW世界6人タッグ王座：2回（トミー・リッチ&ジャンクヤード・ドッグ、トーマス・リッチ&テレンス・テイラー）[12]

スモーキー・マウンテン・レスリング
- SMWタッグ王座：10回（w / ロバート・ギブソン）[27]

サウスウエスト・チャンピオンシップ・レスリング
- SCWサウスウエスト・タッグ王座：3回（w / ケン・ルーカス）[5]

ミッドアトランティック・チャンピオンシップ・レスリング（インディー）
- MACWタッグ王座：1回（w / ロバート・ギブソン）[1]

トラディショナル・チャンピオンシップ・レスリング
- TCWタッグ王座：1回（w / ロバート・ギブソン）[1]

メンフィス・レスリング
- メンフィス・レスリング南部タッグ王座：1回（w / キッド・キャッシュ）[2]

ワールド・レスリング・エンターテインメント
- WWE殿堂：2017年度[17]